# Stegopelta landerensis
Stegopelta landerensis es la única especie conocida del género extinto Stegopelta  (gr. “escudo de tejas”) de dinosaurio tireóforo nodosáurido, que vivió a mediados del período Cretácico, hace aproximadamente 110 y 95 millones de años, en el Albiense y Cenomaniense en lo que es hoy Norteamérica. Encontrado en el Miembro Belle Fourche de la Formación Frontier del condado de Fremont, Wyoming, Estados Unidos. Stegopelta fue un dinosaurio acorazado de alrededor de 4,5 metros de largo 1,6 de alto y un peso de 1000 kilogramos. Su armadura incluía una región de placas fusionadas sobre el sacro, y las espinas dorsales del hombro que pudieron haber estado partidas, según lo visto en Edmontonia. Debido a que se conoce tan mal, todo el que se puede decir sobre los hábitos de vida de Stegopelta es que era un cuadrúpedo lento y herbívoro que alimentaba de vegetación baja, cerca del suelo y confiaba en su armadura para su defensa.

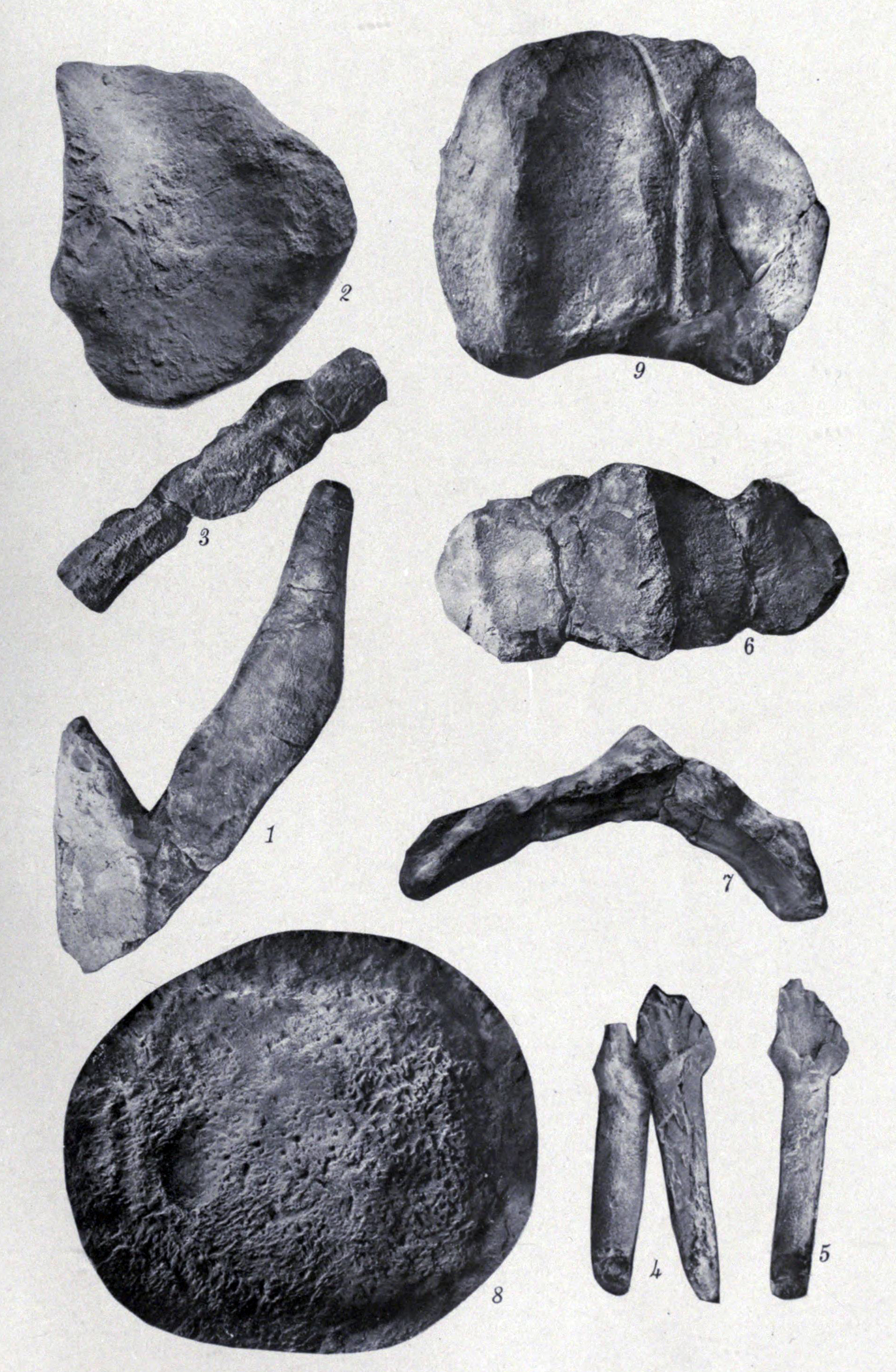
Placas de la armadura y dientes

En 1905, Samuel Wendell Williston describió a FMNH UR88, un esqueleto parcial de un dinosaurio armado que consistía en un fragmento del maxilar, siete vértebras cervicales y dos dorsales, pieza de un sacro y de ambos ilion, las vértebras caudales, las piezas de los omóplatos, ambas cabezas del húmero, porciones de un cubito y de ambos radios, una tibia, metacarpo, metatarso parciales, y armadura incluyendo una espina dorsal del hombro y el anillo del cuello. Desafortunadamente, estaba en pobres condiciones, debido a la erosión en una cuesta y al ser pisoteado por el ganado.  Los anquilosaurianos que eran muy mal conocidos, Willison comparó su nuevo género con  Stegosaurus, y la armadura a la de un Glyptodon. Como el mamífero, Stegopelta tenía una sección fundida de la armadura, en su caso sobre la pelvis. Moodie lo redescribió en 1910, y lo consideraba cercano, si no el mismo que Ankylosaurus.
El género estuvo en la oscuridad hasta que  Walter Coombs  lo sinonimizó con el más famoso pero igualmente mal conocido Nodosaurus en su redescripción de 1978 de Ankylosauria. Hasta que  fue reinstalado como género válido por Ken Carpenter y James Kirkland (1998), que lo reconoció por tener las vértebras distintas y la armadura característica.
Tracy Ford tomó esto más lejos en 2000, asignándolo a una nueva subfamilia en Ankylosauridae basado en las características de la armadura, que él llamó Stegopeltinae incluyendo también a Glyptodontopelta. Esto no se ha validado generalmente, pero la mayoría de las revisiones recientes han validado a Stegopelta como género distinto con afinidades inciertas. Por otro lado puede ser un anquilosáurido emparentado con Shamosaurinae. La forma de los cervicales sugiere un lazo posible con Texasetes.